# Línea 574 (Interurbanos Madrid)
La línea 574 de la red de autobuses interurbanos de Madrid une el intercambiador de Aluche (Madrid) con Boadilla del Monte por la Ciudad Financiera.

## Características
Creada en 1997, esta línea une Boadilla del Monte con Madrid en un trayecto de 45 minutos de duración, pasando por los polígonos industriales de Ventorro de Cano y Prado del Espino y la Ciudad Financiera del Banco Santander.
Antes del 13 de agosto de 2007, y debido al Plan de Reordenación Vial en la Ciudad de la Imagen, deja de pasar por el interior de la misma (teniendo servicios que acababan ahí). Tenía el siguiente recorrido dentro de Ciudad de la Imagen: Centro Comercial – Juan de Orduña – José Isbert – Kinépolis – Virgilio – Telemadrid.

Pasaba también por la urbanización Montepríncipe, hasta que en 2004 modificó su recorrido para pasar por los polígonos industriales Ventorro del Cano y Prado del Espino y la nueva Ciudad Financiera del Banco Santander.
También tenía servicios nocturnos hasta que se creó la línea N905.
Siguiendo la numeración de líneas del CRTM, las líneas que circulan por el corredor 5 son aquellas que dan servicio a los municipios situados en torno a la A-5 y comienzan con un 5. Aquellas numeradas dentro de la decena 570 corresponden a aquellas que circulan por Boadilla del Monte.
La línea está operada por la empresa Boadilla mediante la concesión administrativa VCM-502 - Madrid - Boadilla del Monte (Viajeros Comunidad de Madrid) del Consorcio Regional de Transportes de Madrid.

## Horarios
| Lunes a viernes laborables (1 sept.-30 junio) - Días lectivos                                                     |
| De 6:15 a 9:30 entre 5-8 minutos                                                                                  |
| De 9:40 a 21:05 entre 9-15 minutos                                                                                |
| A 21:25 - 21:32 - 21:45 - 22:15 - 22:45 - 23:15                                                                   |
| Lunes a viernes laborables (julio) y Días no lectivos (1 sept.-30 junio)                                          |
| De 6:20 a 9:30 entre 5-10 minutos                                                                                 |
| De 9:45 a 23:15 entre 15-30 minutos                                                                               |
| Lunes a viernes laborables (agosto)                                                                               |
| De 6:13 a 10:03 entre 7-12 minutos                                                                                |
| De 10:15 a 13:45 cada 30 minutos                                                                                  |
| De 14:05 a 15:25 cada 15 minutos                                                                                  |
| De 15:45 a 21:45 cada 20 minutos                                                                                  |
| A 22:15 - 22:45 - 23:15                                                                                           |
| Sábados laborables, domingos y festivos                                                                           |
| De 6:30 a 23:30 cada hora                                                                                         |
| Servicios directos hasta Boadilla por Paseo Madrid, Ctra. de Majadahonda, Av. Siglo XXI, Av. del Infante Don Luis |
| Lunes a viernes laborables (1 sept.-30 junio) - Días lectivos                                                     |
| A 6:15 - 6:40 - 6:50 - 7:00 - 7:10 - 7:25 - 7:35 - 7:50 - 8:00                                                    |
| Lunes a viernes laborables (julio) y Días no lectivos (1 sept.-30 junio)                                          |
| A 6:15 - 6:30 - 6:48 - 7:18                                                                                       |
| Lunes a viernes laborables (agosto)                                                                               |
| A 6:13 - 6:28 - 6:43 - 6:58 - 7:13 - 7:28 - 7:44 - 8:00                                                           |

| Lunes a viernes laborables (1 sept.-30 junio) - Días lectivos                                                |
| De 5:55 a 14:02 entre 10-15 minutos                                                                          |
| De 14:02 a 20:05 entre 6-11 minutos                                                                          |
| De 20:05 a 21:30 entre 15-20 minutos                                                                         |
| A 22:00 - 22:30                                                                                              |
| Lunes a viernes laborables (julio) y Días no lectivos (1 sept.-30 junio)                                     |
| De 5:55 a 9:30 entre 10-15 minutos                                                                           |
| De 9:50 a 13:25 entre 15-30 minutos                                                                          |
| De 13:25 a 19:50 entre 10-12 minutos                                                                         |
| De 19:50 a 22:30 entre 15-30 minutos                                                                         |
| Lunes a viernes laborables (agosto)                                                                          |
| De 5:55 a 9:30 entre 5-15 minutos                                                                            |
| De 9:50 a 12:50 cada 30 minutos                                                                              |
| A 13:10 |
| De 13:30 A 19:06 cada 12 minutos                                                                             |
| De 19:20 a 20:30 cada 15 minutos                                                                             |
| De 21:00 a 22:30 cada 30 minutos                                                                             |
| Sábados laborables, domingos y festivos                                                                      |
| De 6:30 a 23:30 cada hora                                                                                    |
| Servicios directos a Madrid por Av. del Infante Don Luis, Av. Siglo XXI, Ctra. de Majadahonda y Paseo Madrid |
| Lunes a viernes laborables (1 sept.-30 junio) - Días lectivos                                                |
| A 6:00 - 6:30 - 7:00 - 7:30 - 8:10 - 8:50 - 13:55 - 14:50 - 15:50 - 17:00                                    |
| Lunes a viernes laborables (julio) y Días no lectivos (1 sept.-30 junio)                                     |
| A 6:00 - 7:05 - 8:05 - 15:05 - 16:05 - 17:05 - 18:00                                                         |
| Lunes a viernes laborables (agosto)                                                                          |
| A 6:00 - 7:10 - 8:15 - 9:30                                                                                  |

## Recorrido y paradas

### Sentido Boadilla del Monte
| Código                                                       | Zona | Localidad          | Denominación                               | Líneas de la parada                                             | Metro / Cercanías |
| ------------------------------------------------------------ | ---- | ------------------ | ------------------------------------------ | --------------------------------------------------------------- | ----------------- |
| 15557                                                        |      | Madrid             | Av. Las Águilas - Aluche                   | 574                                                             | Aluche            |
| 08458                                                        |      | Madrid             | Av. Poblados - Empalme                     | 560 561 561A 561B 562 563 564 571 572 574 591                   | Empalme           |
| 08409                                                        |      | Madrid             | Ctra. Cchel. A Aravaca - Colonia Jardín    | 510A 532 560 561 561A 561B 562 563 564 571 572 573 574 591 N905 | Colonia Jardín    |
| 08654                                                        |      | Pozuelo de Alarcón | Ctra. M502 - Urb. Los Ángeles              | 560 561 561A 561B 562 563 564 571 572 573 574 N905              |                   |
| 10471                                                        |      | Pozuelo de Alarcón | Ctra. M511 - Ciudad de la Imagen           | 510A 532 571 573 574                                            |                   |
| 08774                                                        |      | Pozuelo de Alarcón | Ctra. M511 - Retamares                     | 571 573 574 N905                                                | Retamares         |
| 13214                                                        |      | Alcorcón           | Ctra. M501 - Pol. Ind. Ventorro del Cano   | 510A 532 574                                                    |                   |
| 15648                                                        |      | Boadilla del Monte | Av. Prado del Espino - Impresores          | 574                                                             | Prado del Espino  |
| 15649                                                        |      | Boadilla del Monte | Av. Prado del Espino - Carpinteros         | 574                                                             |                   |
| 15650                                                        |      | Boadilla del Monte | Av. Cantabria - Cdad. Financiera Entrada 2 | 574                                                             |                   |
| 18281                                                        |      | Boadilla del Monte | Av. Cantabria - Est. Cantabria             | 574                                                             | Cantabria         |
| 15651                                                        |      | Boadilla del Monte | Cdad. Financiera - Fundación Once          | 574                                                             |                   |
| 15566                                                        |      | Boadilla del Monte | Pº Madrid - Enrique Calabia                | 574                                                             |                   |
| 15568                                                        |      | Boadilla del Monte | Ctra. Majadahonda - Av. Adolfo Suárez      | 1 2 3 566 567 571 573 574 575 N905                              |                   |
| 15065                                                        |      | Boadilla del Monte | Ctra. Majadahonda - Est. Boadilla Centro   | 1 2 3 566 567 571 573 574 575 N905                              | Boadilla Centro   |
| 17338                                                        |      | Boadilla del Monte | Alberca - Bárbara de Braganza              | 1 4 565 571 573 574 575 N905                                    |                   |
| Las expediciones directas no efectúan las siguientes paradas |      |                    |                                            |                                                                 |                   |
| 11645                                                        |      | Boadilla del Monte | Ronda - Centro de Salud                    | 566 571 573 574 N905                                            |                   |
| 15075                                                        |      | Boadilla del Monte | Ronda - Ruperto Chapí                      | 566 571 573 574 N905                                            |                   |
| 13292                                                        |      | Boadilla del Monte | Av. Isabel de Farnesio - Ruperto Chapí     | 571 573 574 N905                                                |                   |
| 17084                                                        |      | Boadilla del Monte | Federico Asensio Barbieri - Auditorio      | 574                                                             |                   |
| 17086                                                        |      | Boadilla del Monte | Secundino Zuazo - Gutiérrez Soto           | 574                                                             |                   |
| 12295                                                        |      | Boadilla del Monte | Valle Inclán - Av. Infante Don Luis        | 574                                                             |                   |
| 12603                                                        |      | Boadilla del Monte | Valle Inclán - Pío Baroja                  | 574                                                             |                   |
| 12606                                                        |      | Boadilla del Monte | Av. Siglo XXI - Pío Baroja                 | 565 574                                                         |                   |
| Paradas de las expediciones directas                         |      |                    |                                            |                                                                 |                   |
| 12180                                                        |      | Boadilla del Monte | Av. Nuevo Mundo - Est. Nuevo Mundo         | 1 4 565 573 574 575 N905                                        | Nuevo Mundo       |
| 12184                                                        |      | Boadilla del Monte | Av. Siglo XXI - Est. Siglo XXI             | 1 4 565 571 573 574 575 N905                                    | Siglo XXI         |
| Paradas del recorrido común                                  |      |                    |                                            |                                                                 |                   |
| 12187                                                        |      | Boadilla del Monte | Av. Infante Don Luis - Gregorio Marañón    | 1 571 573 574 575 N905                                          | Infante Don Luis  |
| 12188                                                        |      | Boadilla del Monte | Av. Infante Don Luis - Instituto           | 1 571 573 574 575 N905                                          |                   |
| 15304                                                        |      | Boadilla del Monte | M. Ángel Cantero Oliva - Centro Comercial  | 1 571 573 574 575 N905                                          |                   |
| 15577                                                        |      | Boadilla del Monte | M. Ángel Cantero Oliva - Jaime Ferrán      | 573 574 575 N905                                                |                   |
| 15579                                                        |      | Boadilla del Monte | M. Ángel Cantero Oliva - Viñas Viejas      | 573 574 N905                                                    |                   |

### Sentido Madrid
| Código | Zona | Localidad          | Denominación                                         | Líneas de la parada                                             | Metro / Cercanías |
| ------ | ---- | ------------------ | ---------------------------------------------------- | --------------------------------------------------------------- | ----------------- |
| 15580  |      | Boadilla del Monte | M. Ángel Cantero Oliva - Viñas Viejas                | 573 574 N905                                                    |                   |
| 15578  |      | Boadilla del Monte | M. Ángel Cantero Oliva – Jaime Ferrán                | 573 574 575 N905                                                |                   |
| 15305  |      | Boadilla del Monte | M. Ángel Cantero Oliva - Centro Comercial            | 1 571 573 574 575 N905                                          |                   |
| 12189  |      | Boadilla del Monte | Av. Infante Don Luis – Menéndez Pidal                | 1 571 573 574 575 N905                                          |                   |
| 12186  |      | Boadilla del Monte | Av. Infante Don Luis – Federico Gª Lorca             | 1 571 573 574 575 N905                                          |                   |
| 12605  |      | Boadilla del Monte | Av. Siglo XXI – Miguel de Unamuno                    | 565 574                                                         |                   |
| 18709  |      | Boadilla del Monte | Av. Condesa de Chinchón – Valle Inclán               | 565 574                                                         |                   |
| 18806  |      | Boadilla del Monte | Av. de la Condesa de Chinchón – Pío Baroja           | 574                                                             |                   |
| 18807  |      | Boadilla del Monte | Av. de la Condesa de Chinchón – Av. Infante Don Luis | 574                                                             |                   |
| 18808  |      | Boadilla del Monte | Secundino Zuazo – Av. Infante Don Luis               | 574                                                             |                   |
| 12293  |      | Boadilla del Monte | Ventura Rodríguez – Secundino Zuazo                  | 574                                                             |                   |
| 12185  |      | Boadilla del Monte | Av. Siglo XXI - Est. Siglo XXI                       | 1 4 565 571 573 574 575 N905                                    | Siglo XXI         |
| 13289  |      | Boadilla del Monte | Av.Isabel de Farnesio – Est. Nuevo Mundo             | 571 573 574 N905                                                | Nuevo Mundo       |
| 13291  |      | Boadilla del Monte | Av.Isabel de Farnesio – Federico Chueca              | 571 573 574 N905                                                |                   |
| 17983  |      | Boadilla del Monte | Av.Isabel de Farnesio – Pº Sains Cloud               | 571 573 574 N905                                                |                   |
| 12183  |      | Boadilla del Monte | Ronda – Ruperto Chapí                                | 566 571 573 574 N905                                            |                   |
| 12607  |      | Boadilla del Monte | Pza. Virgen Las Angustias – Est. Nuevo Mundo         | 566 571 573 574 N905                                            | Nuevo Mundo       |
| 09886  |      | Boadilla del Monte | Alberca - Instituto                                  | 1 4 565 571 573 574 575 N905                                    |                   |
| 12296  |      | Boadilla del Monte | Ctra. Majadahonda - Est. Boadilla Centro             | 1 2 3 566 567 571 573 574 575 N905                              | Boadilla Centro   |
| 15066  |      | Boadilla del Monte | Ctra. Majadahonda - Av. Adolfo Suárez                | 1 2 3 566 567 571 573 574 575 N905                              |                   |
| 15567  |      | Boadilla del Monte | Pº Madrid – Juan Carlos I                            | 1 574                                                           |                   |
| 15541  |      | Boadilla del Monte | Cdad. Financiera – Fundación Once                    | 574                                                             |                   |
| 18282  |      | Boadilla del Monte | Av. Cantabria – Est. Cantabria                       | 574                                                             |                   |
| 18282  |      | Boadilla del Monte | Av. Cantabria – Est. Cantabria                       | 574                                                             | Cantabria         |
| 15574  |      | Boadilla del Monte | Av. Cantabria – Cdad. Financiera Entrada 2           | 574                                                             |                   |
| 15575  |      | Boadilla del Monte | Av. Prado del Espino - Forjadores                    | 574                                                             |                   |
| 15576  |      | Boadilla del Monte | Av. Prado del Espino - Impresores                    | 574                                                             | Prado del Espino  |
| 18809  |      | Boadilla del Monte | Vía Servicio M-501 – Prado del Espino                | 574                                                             |                   |
| 18436  |      | Alcorcón           | Ctra. M501 - Patones                                 | 574                                                             |                   |
| 08777  |      | Alcorcón           | Ctra. M501 - Pol. Ind. Ventorro del Cano             | 510A 532 571 573 574 591 N905                                   |                   |
| 08775  |      | Pozuelo de Alarcón | Ctra. M511 - Retamares                               | 571 573 574 N905                                                | Retamares         |
| 10472  |      | Pozuelo de Alarcón | Ctra. M511 - Ciudad de la Imagen                     | 510A 532 571 573 574                                            |                   |
| 08653  |      | Pozuelo de Alarcón | Ctra. M502 - Urb. Los Ángeles                        | 560 561 561A 561B 562 563 564 571 572 573 574 N905              |                   |
| 08410  |      | Madrid             | Ctra. Cchel. A Aravaca - Colonia Jardín              | 510A 532 560 561 561A 561B 562 563 564 571 572 573 574 591 N905 | Colonia Jardín    |
| 3592   |      | Madrid             | Av. Poblados - Meliloto                              | 36 H 560 561 561A 561B 562 563 564 571 572 574 591              | Empalme           |
| 15557  |      | Madrid             | Av. Las Águilas - Aluche                             | 574                                                             | Aluche            |